# 永井浩介
永井 浩介（ながい こうすけ、本名同じ、1979年4月8日 - ）は、日本の元俳優、海老名市議会議員。身長180cm。血液型はO型。俳優時代はオフィスジュニアに所属していた。

## 経歴
神奈川県海老名市出身。2人兄弟の次男として生まれる。法政二高に入学し部活動は野球部に所属、キャッチャーなどのポジションを経験した。
法政大学経済学部に入学、25歳で俳優デビューし活動していたが東日本大震災の被災地にボランティアとして訪れ、国の震災に対する対応や、それまでの政治への苛立ち、出動したレスキュー隊の姿を見て、2011年11月に行われる海老名市議会議員選挙に出馬することを同年6月に決意、そのため俳優業は引退した。
若者の意識を変えなければ未来はないと訴え、結果、無所属で立候補した選挙で3004票を獲得しトップ当選を果たした。
俳優時代の主な出演作品は、引退作となった坂の上の雲（NHK、2011年）の津野田是重役など。
現在は、かながわ自民党市町村協議会の幹事や超党派若手政治家集団の龍馬プロジェクト全国会の役員なども務める。